# Hirtodrosophila limbicostata
Hirtodrosophila limbicostata är en tvåvingeart som först beskrevs av Toyohi Okada 1966.  Hirtodrosophila limbicostata ingår i släktet Hirtodrosophila och familjen daggflugor.
Artens utbredningsområde är Nepal. Inga underarter finns listade i Catalogue of Life.